# Mercedes-Benz OM617

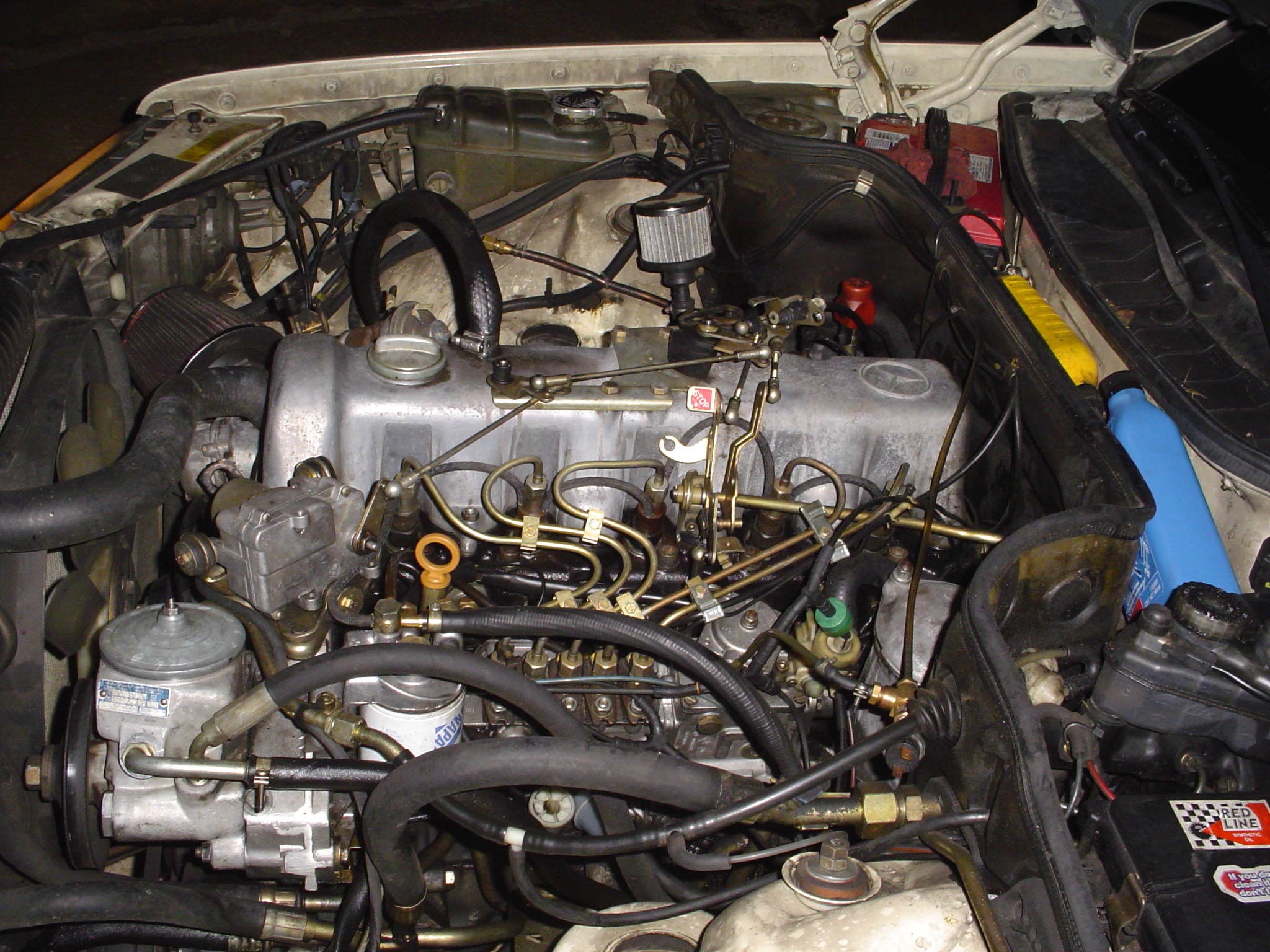
OM617 motor

De OM617 motor serie was een 5-cilinder in lijn dieselmotor van Mercedes-Benz gebruikt in de jaren 70 en 80. 
Met meerdere Mercedes-Benz 300D/300SD die reeds meer dan 500.000 tot 1.000.000 kilometer hebben afgelegd, kan de motor worden beschouwd als een van de meest betrouwbare automotoren ooit geproduceerd.

## OM617.912
De OM617.912 was een 3,0 liter (3005 cc) motor. Het vermogen begon bij 80 pk (59 kW) maar nam tot 88 pk (65 kW) bij 4400 t/min en 172 Nm bij 2400 t/min in 1979.

### Toepassingen
- 80 pk (59 kW) 
  - 1974-1976 w115 240D 3.0 (in de VS 300D)
  - 1976-1979 W123 300D
  - 1976-1979 W123 300D lang
  - 1976-1979 W123 300CD (alleen VS)
  - 1976-1979 W123 300TD
  - 1974-1980 bestelwagen 208D en 308D
- 88 pk (65 kW) 
  - 1979-1985 W123 300D
  - 1979-1985 W123 300D lang
  - 1979-1985 W123 300CD (alleen VS)
  - 1979-1985 W123 300TD
  - 1982-1990 300GD
  - 1981-1985 bestelwagen 309D en 409D

## OM617.950
Een herziene OM617.950 was ook een 3,0 liter maar was nu 2998 cc met een 90,9 mm boring en 92.4 mm slag en met een turbo. Het vermogen was 110 pk (82 kW). Deze motor werd in de Verenigde Staten gebruikt in de W116 300SD vanaf 1978 tot 1980. Het was de eerste turbodiesel sedan ter wereld.

### Toepassingen
- 110 pk (82 kW) 
  - 1978-1980 W116 300SD turbo (alleen VS) (Eérste turbodiesel personenwagen ter wereld)

## OM617.951
OM617.951 had ook 2998 cc 90,9 mm boring en 92,4 mm slag. Output van de macht was 123 pk (91 kW) aanvankelijk maar nam tot 125 pk (92 kW) in 1983. Het koppel werd geschat op 170 Nm. Deze motor is voor de Amerikaanse markt ontwikkeld om de gemiddelde uitstoot van de Merdedes-Benz-modellen omlaag te brengen.

### Toepassingen
- 123 pk (91 kW) 
  - 1981-1983 W126 300SD turbo (alleen VS)
- 125 pk (92 kW) 
  - 1983-1985 W126 300SD turbo (alleen VS)

## OM617.952
De OM617.952 was vrijwel identiek aan de 951, maar werd ingezet in de W123-serie. De motor had 125 pk (92 kW) bij 4350 t/min en een koppel van 250 Nm bij 2400 t/min.

### Toepassingen
- 125 pk (92 kW) 
  - 1982-1985 W123 300D turbo (alleen VS)
  - 1982-1985 W123 300CD turbo (alleen VS)
  - 1980-1985 W123 300TD turbo (stationwagen)